# L'incredibile Hulk (serie televisiva)
L'incredibile Hulk (The Incredible Hulk) è una serie televisiva trasmessa negli Stati Uniti d'America dal 1977 al 1982, per un totale di 81 episodi più due film pilota. Liberamente ispirata al personaggio della Marvel Comics Hulk, si discosta dalle atmosfere fantasiose del fumetto, abbracciando per lo più tematiche sociali e il tema del fuggitivo per la persona di David Bruce Banner.
La serie televisiva vede Bill Bixby e Lou Ferrigno interpretare rispettivamente il dottor David Banner e Hulk.

## Trama
Il dottor David Banner è un medico e scienziato del Culver Institute, in California, traumatizzato dalla morte di sua moglie Laura in un incidente stradale.
Ossessionato dalla sua incapacità di salvarla, Banner e la sua compagna di ricerca, la dottoressa Elaina Marks, studiano persone che hanno sviluppato una super forza in situazioni di pericolo o di stress estremo. Dopo mesi di lavoro, gli unici due fattori comuni significativi che riescono a trovare tra i soggetti sono un forte coinvolgimento emotivo e una percentuale altissima di adenina e timina nel loro DNA. La spiegazione si dimostra insufficiente, dal momento che Banner ha livelli di adenina e timina addirittura più alti di uno dei soggetti, ma non è riuscito a sviluppare la forza necessaria per salvare Laura dall'incidente.
Una sera tardi, Banner ipotizza che gli alti livelli di radiazioni gamma provenienti dalle macchie solari contribuiscano all'aumento della forza dei soggetti. Studiando una mappa dell'attività gamma, scoprì che tutti i soggetti avevano compiuto le loro imprese durante periodi di elevata attività gamma, mentre la morte di sua moglie era avvenuta durante un periodo di bassa attività gamma. 
Impaziente di testare la sua teoria, Banner conduce un esperimento senza supervisione in laboratorio, bombardandosi con radiazioni gamma. A sua insaputa, l'apparecchiatura radiologica è stata recentemente potenziata, provocandogli un'overdose accidentale che altera il suo DNA. Banner non dimostra alcun cambiamento della sua forza e, frustrato, cerca di rincasare. Cercando di cambiare una ruota sgonfia dell'auto, l'ira e lo stress di Banner innescano la sua trasformazione in una creatura con la pelle verde e i muscoli ipertrofici di 2,1 m e 150 kg. La creatura è brutale e incapace di parlare, con un'intelligenza primitiva e subumana, ma dotata di una forza sovrumana e un rapido fattore di guarigione, grazie al suo metabolismo che lavora sei volte più veloce del normale. Sfortunatamente, Banner non può controllare il mostro che è in lui.
Quando si calma, la metamorfosi si inverte, e, poiché Banner non è in grado di ricordare cosa accade mentre si trova nel suo stato trasformato, chiede aiuto ad Elaina Marks. I due lentamente ricostruiscono l'accaduto, e indagano sulla natura della metamorfosi e sulla possibilità di una cura. 
I loro sforzi sono ostacolati dal giornalista scandalistico Jack McGee, che inizialmente stava indagando sulla ricerca sulla forza sovrumana di Banner e Marks, ma ora sospetta che siano collegati ai rapporti del mostro verde che vaga per l'area. Mentre curiosa nel loro laboratorio, McGee accende inconsapevolmente un incendio e Banner si precipita di nuovo in laboratorio per salvare Marks, non riuscendoci. La creatura emerge dal fuoco con la dottoressa Marks ormai morente tra le sue braccia. Credendo erroneamente che Banner sia stato ucciso nell'esplosione insieme a Marks e che la creatura fosse responsabile della loro morte, McGee pubblica una storia che nomina "l'incredibile Hulk" come il loro assassino e sollecita le forze dell'ordine a catturarlo. 
Creduto morto, Banner decide cupamente di viaggiare da un posto all'altro, assumendo identità diverse e lavori saltuari per mantenersi e consentire la sua ricerca di una cura. Si ritrova anche a sentirsi obbligato ad aiutare le persone che incontra a superare i problemi che gli sono capitati. Inevitabilmente, ciò lo mette in situazioni pericolose che innescano le sue trasformazioni in Hulk, che a sua volta attira l'attenzione di McGee, che sta inseguendo ossessivamente la misteriosa creatura in tutto il paese, sia per prevenire ulteriori violenze che per dare legittimità alla sua storia.
Nonostante le furie di Hulk di solito aiutino a riparare qualcosa di sbagliato, Banner fugge dalla città alla fine di ogni episodio, temendo che l'aspetto di Hulk porti un controllo indesiderato da parte delle autorità o del sempre persistente McGee.

### In seguito all'episodio pilota
In ogni paese o città in cui approda sotto falso nome per trovare qualcuno che possa aiutarlo, David incappa in qualche brutta faccenda che porta agli scatti d'ira che causano ogni volta la metamorfosi nel mostruoso Hulk, seguita da una visita dell'implacabile McGee, dal quale deve scappare per evitare un colossale scoop giornalistico. Hulk ha in sé tutte le memorie e sensazioni di Banner, da cui è condizionato essendo una sua parte fisica e mentale, e ogni volta che si risveglia si limita a salvare gli amici dello scienziato dai guai, e a scappare per evitare la cattura. Ma ogni volta che il procedimento si inverte, Banner non è in grado di ricordare le azioni compiute dal suo alter ego.
David intende sopprimere Hulk, e sotto falso nome vaga per gli Stati Uniti d'America alla ricerca di una cura al suo problema, ma senza successo. Con il tempo scopre che il mostro che porta dentro di sé non è il primo, ma l'ultimo di una lunga serie: nella preistoria, con l'intervento delle supernove, il sole ha più e più volte scatenato superdosi di raggi gamma investendo gli uomini della pietra, i quali avevano identificato una cura in una pianta ora estinta.
Particolarmente significativo è l'episodio in due parti L'altro (The First), facente parte della quarta stagione (4x12-4.x3). In esso Banner, con il nome di David Burr, fa il suo arrivo in una città in cui aveva vissuto un ricercatore, il dott. Jeffrey Clive, che una ventina di anni prima aveva condotto i suoi stessi esperimenti, i quali avevano a loro volta portato il soggetto dell'esperimento bombardato dalle radiazioni gamma all'identica metamorfosi che ora affligge lui. Questo primo Hulk artificiale è dimorante nella mente e nel corpo di un manovale di pessime condizioni di salute di nome Dell Frye.
Hulk è stato la speranza di guarigione della dottoressa Caroline Fields, una rinomata psicoterapeuta affetta da una forma di degenerazione cellulare con convulsioni simili all'epilessia, e che per breve tempo è stata la moglie di Banner. Un campione di tessuto di Hulk, prelevato dalla sua pelle, sarebbe bastato per salvare la vita della moglie del suo alter ego umano, ma la donna perde la vita durante il viaggio all'ospedale.
Durante i suoi viaggi David incontra anche personaggi fuori dal comune come l'avvocato cieco Matt Murdock, che di notte combatte la corruzione col costume del vigilante Devil; in un'altra occasione trova lavoro presso un centro di ricerca dove sta per utilizzare un macchinario sofisticato per curarsi, ma la procedura viene interrotta da Donald Blake, un suo vecchio studente venuto a chiedergli aiuto; durante una escursione in Norvegia si è imbattuto in un'arma antica, appartenuta ad un antico re-guerriero di nome Thor che fu maledetto per la sua arroganza dal re degli dei scandinavi Odino; per salvare una collega rapita da un gruppo di criminali che vuole il macchinario, Banner lo sabota rinunciando alla possibilità di guarirsi.
Dopo dodici anni di peregrinazioni, periodo in cui il mostro verde è stato visto qua e là per l'America, David Banner entra in contatto con il dott. Ronald Pratt, lo scienziato che ha ispirato influenti scienziati come Clive e lo stesso Banner nel campo radiologico e genetico. Pratt, che sta studiando per conto dei militari la possibilità di creare supersoldati in grado di rigenerarsi, si rivela notevolmente interessato a Hulk ritenendolo, per complessità ed efficienza biologica, in grado di curare molte malattie che al momento affliggono la specie umana. Prima di somministrare a Banner una cura, studia con precisione la creatura, considerandola come l'approdo naturale di tutte le loro decennali ricerche.
A questo punto, però, si intromette un'organizzazione terroristica interessata al lavoro di Pratt, con l'intenzione di venderlo al migliore offerente. In un disperato tentativo di salvare l'amico scienziato e una spia riluttante dalle grinfie di questi criminali, David si trasforma in Hulk; ma il gigante muore cadendo da un aeroplano esploso, sfracellandosi su una pista di decollo. Poco prima di morire Hulk ridiventa David, e questi con l'ultimo respiro dice: "Finalmente... sono libero" poiché si è sbarazzato del suo male.

## Produzione

### Sviluppo
All'inizio del 1977, Frank Price, capo della Universal Television, offrì al produttore e scrittore Kenneth Johnson un accordo per sviluppare uno spettacolo televisivo basato su uno dei numerosi personaggi che avevano concesso in licenza dalla casa editrice Marvel Comics. All'inizio Johnson rifiutò l'offerta, ma poi, mentre leggeva il romanzo di Victor Hugo Les Misérables, si ispirò e iniziò a lavorare per trasformare la serie a fumetti di Hulk in uno show televisivo.
Johnson ha apportato diverse modifiche rispetto al fumetto; questo era in parte per riproporlo in uno spettacolo dal vivo più credibile e accettabile per un vasto pubblico, e anche perché non gli piacevano i fumetti e quindi sentiva meglio che la serie tv fosse la più diversa possibile dal materiale originale. Nella maggior parte degli episodi, l'unico elemento di fantascienza era lo stesso Hulk. Johnson ha anche omesso i personaggi secondari della serie a fumetti, utilizzando invece il personaggio originale per la serie tv Jack McGee.
Johnson ha cambiato il nome dell'alter ego dei fumetti di Hulk, il dottor Bruce Banner, in Dr. David Banner per la serie televisiva. Secondo Johnson, questo cambiamento è stato apportato perché non voleva che la serie fosse percepita come una serie di fumetti, quindi voleva cambiare ciò che riteneva fosse un punto fermo dei fumetti, e in particolare dei fumetti di Stan Lee, che i personaggi principali aveva spesso nomi allitterativi. Secondo Stan Lee e Lou Ferrigno, è stato anche cambiato perché la CBS pensava che il nome Bruce suonasse "troppo gay-ish", una logica che Ferrigno pensava fosse "la cosa più assurda e ridicola che avesse mai sentito".
Stan Lee ha detto a Kenneth Plume in un'intervista del 26 giugno 2000: "Hulk è stato realizzato in modo intelligente. È stato realizzato da Ken Johnson, che è un brillante scrittore/produttore/regista, e lo ha reso uno spettacolo intelligente per adulti che i bambini potrebbero apprezzare. Ha preso un personaggio dei fumetti e lo ha reso in qualche modo plausibile. Alle donne, agli uomini e agli adolescenti piaceva... Era ben fatto. Lo ha cambiato un po' rispetto al fumetto, ma ogni cambiamento che ha fatto aveva senso".

### Casting
Per il ruolo del dottor David Banner, Kenneth Johnson ha scelto Bill Bixby, la sua prima scelta per il ruolo. Inizialmente Bixby non era affatto convinto perché aveva letto i fumetti di Hulk e li aveva trovati ridicoli, ma cambiò idea dopo aver letto la sceneggiatura dell'episodio pilota scritta da Johnson. Jack Colvin è stato scelto per interpretare "Jack McGee", il cinico giornalista modellato sul personaggio di Javert in I miserabili che insegue Hulk. Arnold Schwarzenegger fece un provino per il ruolo di Hulk, ma venne rifiutato a causa della sua altezza inadeguata, come ha rivelato Johnson nei commenti all'edizione in DVD. Per il ruolo di Hulk fu assunto, in prima battuta, l'attore Richard Kiel. Durante le riprese, tuttavia, il figlio di Kenneth Johnson notò che il fisico alto ma poco sviluppato di Kiel non assomigliava affatto a quello di Hulk. Kiel fu quindi sostituito dal culturista professionista Lou Ferrigno, anche se nell'episodio pilota rimane una brevissima inquadratura di Kiel nei panni di Hulk. In un'intervista, Kiel, il quale vedeva bene solo da un occhio, disse che faticava a portare le lenti a contatto utilizzate per il ruolo e trovava il trucco verde difficile da rimuovere, quindi non gli dispiacque perdere la parte.
Il narratore della sequenza di apertura era l'attore Ted Cassidy, che ha anche fornito la voce fuori campo di Hulk (principalmente ringhi e ruggiti) durante le prime due stagioni. Cassidy morì durante la produzione della seconda stagione nel gennaio 1979. Le vocalizzazioni di Hulk per il resto della serie furono fornite dall'attore Charles Napier, che fece anche due apparizioni come guest star nella serie.

#### Cameo
Stan Lee e Jack Kirby, i creatori di Hulk per la Marvel Comics, hanno entrambi fatto apparizioni cameo nella serie. Il cameo di Kirby era nell'episodio della seconda stagione "No Escape", mentre Lee è apparso come un membro della giuria in Processo all'incredibile Hulk (il film TV post-serie del 1989).

### Trucco
Inizialmente il trucco facciale di Hulk era abbastanza "da mostro", ma dopo entrambi gli episodi pilota, i primi due episodi settimanali e le riprese a New York per il quarto, il design è stato attenuato. Il processo di trucco utilizzato per trasformare Ferrigno in Hulk durava tre ore. Le lenti a contatto rigide che Ferrigno indossava per simulare gli occhi verde elettrico di Hulk dovevano essere rimosse ogni 15 minuti perché l'attore trovava doloroso indossarle. La parrucca verde che indossava nella parte di Hulk era fatta di peli di yak ossigenati.

### Colonna sonora
Joe Harnell, uno dei compositori preferiti di Kenneth Johnson, ha composto la colonna sonora de L'incredibile Hulk. È stato coinvolto nella produzione a causa del suo coinvolgimento con la serie tv La donna bionica, che Johnson aveva creato e prodotto. Parte della musica della serie è stata raccolta in un album. Il tema principale della serie tv, "The Lonely Man" viene suonata in due arrangiamenti: uno più veloce e percussivo per la sigla iniziale, e uno melodico e triste con pianoforte solista durante i titoli di coda, che di solito mostrano David Banner che fa l'autostop.

## Personaggi

### David Banner

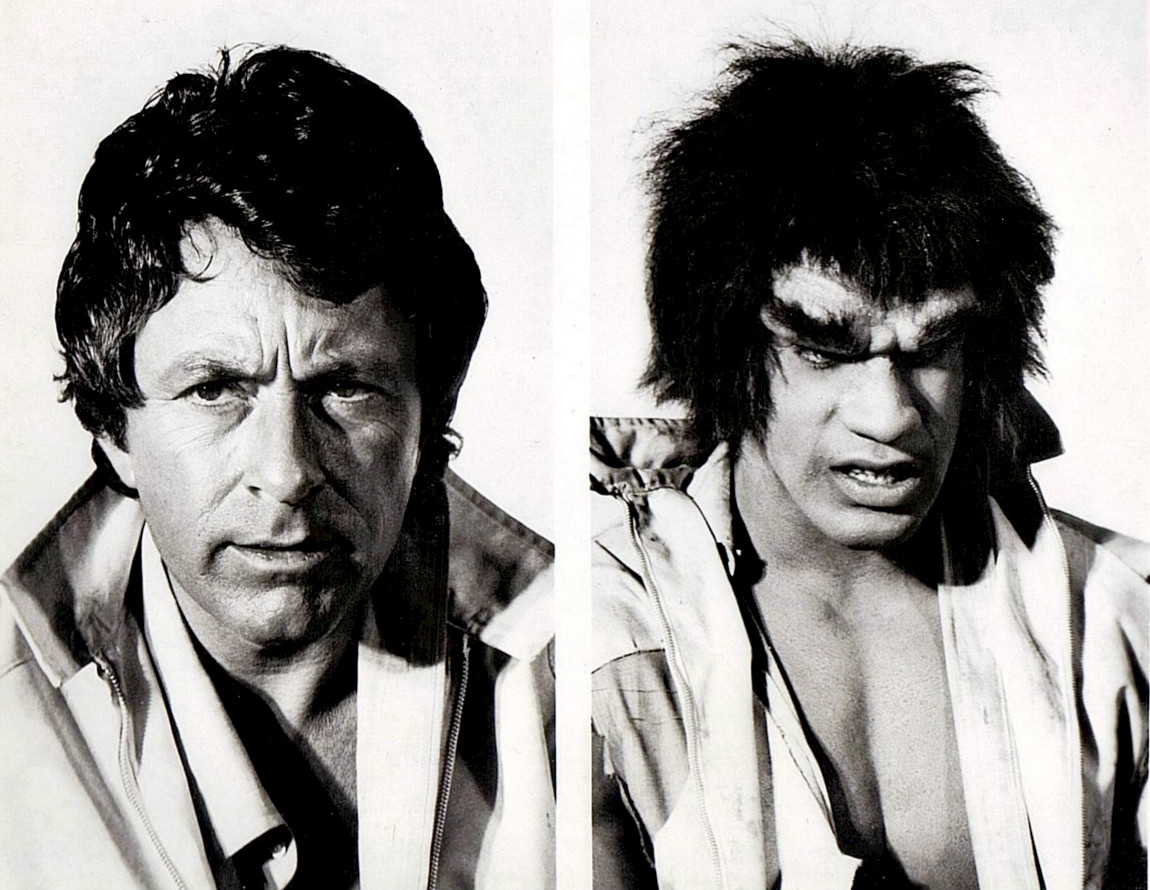
Bill Bixby (David Banner) e Lou Ferrigno (Hulk)

Il dottor David Bruce Banner (interpretato da Bill Bixby) è un medico e scienziato vedovo che si presume morto, viaggia attraverso l'America sotto falso nome e si ritrova in posizioni in cui aiuta gli altri bisognosi nonostante il suo terribile segreto: a seguito di un esperimento che ha alterato le sue cellule, in momenti di rabbia o paura estreme, si trasforma in un umanoide dalla pelle verde enorme, selvaggio e incredibilmente forte, che è stato chiamato Hulk (interpretato da Lou Ferrigno). Nei suoi viaggi, David guadagna denaro lavorando con lavori temporanei mentre cerca un modo per controllare o curare la sua insolita condizione. Per tutto il tempo, David è perseguitato da un reporter di un giornale scandalistico, Jack McGee, convinto che Hulk sia una minaccia mortale la cui esposizione migliorerebbe la sua carriera.

### Jeffrey Clive
Il dottor Jeffrey Clive non appare fisicamente nella serie televisiva, ma si parla spesso di lui e del suo lavoro.
Jeffrey Clive vive a Vissaria, una tranquilla cittadina di provincia. È un pragmatico ed eclettico scienziato, grande conoscitore delle scienze mediche e anatomiche, ma a causa del suo carattere schivo, delle pochissime amicizie e del segreto che mantiene sulle proprie ricerche viene considerato un tipo bizzarro e persino un po' matto. La sola con cui ha un rapporto di amicizia è la giovane Elizabeth Collins, che diverrà la sua fidanzata.
Partendo dalle ricerche del dottor Ronald Pratt, le stesse a cui si in seguito si ispirerà anche il dottor David Banner, si avvicina enormemente agli studi circa la forza sovrumana tipica di ciascun essere umano, anche se utilizzata solo in circostanze estreme, ipotizzando seriamente la possibilità di comprenderla e imbrigliarla per poter curare la specie umana e sviluppare le capacità lavorative. Per poter compiere adeguatamente i suoi esperimenti si chiude in casa e progetta un'attrezzatura del tutto inedita per i suoi tempi, basata sull'accumulo dei raggi solari, giungendo presto a intravedere nei raggi gamma la chiave con cui dare una svolta ai suoi ambiziosi traguardi.
All'inizio degli anni '50, quando ormai è certo circa l'attendibilità delle sue ricerche, avvicina Dell Frye, un giardiniere di mezza età che soffre di una salute molto precaria e ormai destinato a morire entro breve tempo, e lo convince di avere tra le mani la possibilità di salvargli la vita tramite un trattamento del tutto nuovo. Frye accetta, e viene esposto alle radiazioni accumulate da Clive. Come previsto dalle ricerche, guarisce quasi all'istante dalle sue molteplici malattie, dopo qualche tempo scopre di essere soggetto a una strana quanto spaventosa metamorfosi. Ogni volta che si arrabbia, infatti, si trasforma in un mostruoso e gigantesco essere con la pelle verde, incredibilmente forte e privo di intelligenza. Questa creatura, il primo Hulk, semina il terrore per Vissaria arrivando presto anche a uccidere un contadino, Frank Towsend. Curiosamente, nessuno sospetta che si tratti di Frye.
Clive comprende al volo il pericolo della situazione, e l'intera popolazione di Vissaria, ben sapendo che vi è in qualche modo coinvolto, insiste perché trovi un rimedio all'istante. Colto dal panico, lo scienziato sintetizza un antidoto capace di interrompere le trasformazioni di Frye dopo quarantotto ore dall'assunzione, riportando il giardiniere di fatto a normali condizioni. L'esperimento ha il suo effetto, e il malfermo paziente torna ad essere un normalissimo essere umano.
Pochi giorni dopo la scomparsa del mostro, Clive muore lasciando in eredità la villa e il suo patrimonio alla fidanzata Elizabeth Collins, a cui ha soltanto in parte svelato la verità. Ma lei non ha il coraggio di vivere a Clive House, tanto che a occuparsene è lo stesso Dell, che aspetta con ansia qualcuno che lo aiuti a ripetere su di lui l'esperimento di Clive. Molti anni dopo la morte di Clive, David, vittima dell'analogo problema del giardiniere, raggiunge Vissaria, i cui abitanti ricordano ancora con terrore il mostro verde. Lo scienziato intende scoprire tutti i particolari delle vicende di Clive e la misteriosa creatura con l'intento di trovare e usare per sé la cura sintetizzata.
Con l'aiuto della Collins, David si reca a Clive House, dove legge i dettagliatissimi appunti del defunto scienziato intravedendo la reale possibilità di guarire. Tuttavia Frye sfrutta David con un pronto inganno, e ottiene il risveglio del suo Hulk dopo un decennale letargo, richiamando pertanto l'attenzione del reporter Jack McGee, nemico e inseguitore di vecchia data di David. Volendo correggere i propri errori, David sintetizza due dosi per la cura, ma queste vengono distrutte dall'altro mostro prima di essere utilizzate. I due Hulk si affrontano, ma l'alter ego del folle Frye viene ucciso dai colpi di pistola dello sceriffo di Vissaria, davanti agli occhi di McGee.
Questa volta i documenti e le attrezzature di Clive relativi alla creazione di Hulk vengono distrutti per sempre nella devastazione del laboratorio di Clive House durante il titanico scontro tra i due mostri verdi.
Gli autori dell'episodio si ispirarono alla figura del solitario e bizzarro dottor Victor Frankenstein, le cui ricerche approdarono a risultati catasfrofici. Anche il nome del personaggio è da attribuirsi alla filmografia ispirata al romanzo della Shelley: "Clive" è infatti il cognome di Colin Clive, l'attore che impersonò il protagonista nel film Frankenstein (1931). Esattamente come per lo scienziato pazzo del romanzo dell'horror per eccellenza, il nome della sua promessa sposa è Elizabeth.

### Li Sung
Li Sung (interpretato da Mako) nasce in Cina, e quand'è ancora in giovane età si unisce al maestro Zen Tak-An, che dopo un intenso addestramento fa di lui un grande praticante, un profondo meditatore esperto di Zazen e un artista marziale di grande rilievo, versato soprattutto nel Ku-kan, il grande stile attraverso il quale lo straordinario potere dell'anima, tipico di ogni essere vivente, viene raffinato e applicato coscientemente. Come impone la tradizione Zen, Li Sung chiede al maestro morente un poema di morte: Tak-An disegna la parola yumei, 玉梅, che in cinese significa "sogno", dopo di che ride e reclina il capo, morendo. Per anni, il giovane si interroga sul significato di quella rivelazione.
Poco dopo la morte dell'amato insegnante, Li Sung perde la vista, e proprio in questo momento drammatico mette in pratica tutto il potere dell'insegnamento acquisito per combattere la rabbia. Come praticante non si interessa solo della saggezza Zen e della meditazione, ma coltiva una buona conoscenza dell'induismo, dell'islam e del cristianesimo, stabilendo con successo un solido punto di contatto tra questi pensieri così diversi.
Dopo la seconda guerra mondiale lascia la Cina insieme a Wu Chuan, suo amico d'infanzia, e parte alla volta di Taiwan, dove incontra alcuni statunitensi di cui ascolta il Jazz, scoprendosene un grande estimatore. Avverte quindi che c'è bisogno di lui in Occidente, e intraprende un viaggio verso la California, dove fonda una scuola che in breve si impone diventando addirittura una moda. Tuttavia, con l'andare del tempo qualcosa spinge Li Sung a lasciare il testimone al suo più promettente allievo, Steve Silva, concedendosi un periodo di ritiro: la scuola infatti non è esattamente ciò che si era inizialmente aspettato. La sua lontananza dura però breve tempo, e mentre si trova sulla via del ritorno incontra David Banner, uno scienziato creduto morto e afflitto da un terribile problema. Quando si arrabbia, infatti, si trasforma in quello che la stampa chiama Hulk, un mostro verde e gigantesco e molto pericoloso per la sua natura primitiva e rabbiosa. Intuita la drammaticità della sua situazione, il maestro Zen si offre di aiutarlo avviandolo ai sentieri della meditazione, grande base per consolidare un adeguato equilibrio tra corpo e mente.
Tornato a San Francisco, Li Sung scopre che Silva ha sfruttato i suoi insegnamenti per compiere orrendi soprusi sulla locale comunità cinese, di cui ha sconfitto la terribile Tong, prendendone il posto. Con l'aiuto di David, il cinese si ricongiunge ai compatrioti, che credevano che Silva agisse per suo conto, e dopo una drammatica preparazione affronta in duello l'antico discepolo, che uccide.
Ormai prossimo alla morte, l'anziano maestro prepara il giovane Michael Roark a raccogliere la sua eredità spirituale, divenendo la nuova guida della scuola che ha fondato. Poco prima di lasciare il corpo, racconta a David di aver finalmente capito il significato della rivelazione del suo vecchio maestro Tak-An: la vita è un sogno, e sognare è umano.

### Elaina Marks
Elèna Marks (interpretata da Susan Sullivan) è una celebre scienziata impiegata al "Culver Institute", un moderno e pionieristico centro di ricerca californiano in cui opera a pieno ritmo nelle ricerche genetiche e radiologiche, oltre che nel complesso settore della biologia molecolare.
In qualità di professionista seria e intuitiva, affianca con entusiasmo il famoso e apprezzato dottor Banner, il suo migliore amico fin dai tempi delle scuole superiori, a cui rimane molto vicina quando perde la moglie Laura durante uno spaventoso incidente d'auto. Dato il dolore che a distanza di mesi continua a perseguitarlo, cerca inutilmente di allontanarlo dalle ricerche atte a scoprire i segreti della forza sovrumana che ogni persona in caso di pericolo dimostra di possedere, ma con il tempo lo scienziato si lascia trasportare da un feroce rimorso, dando più volte in escandescenza a danno della tipica freddezza e obiettività scientifiche che lo hanno sempre contraddistinto.
Sempre più vicino a scoperte inimmaginabili e incapace di trattenere il proprio spirito curioso e imprudente, David bombarda il proprio corpo con una dose eccessiva di raggi gamma, che presto finiscono con lo scatenare violente e inaspettate trasformazioni in un mastodontico e mostruoso essere verde dalla spaventosa forza fisica e la scarsa intelligenza, Hulk. Dopo un primo momento di dubbio e sconcerto, Elèna assiste ad alcune di queste metamorfosi, e analizza il mostro nell'intento di capirlo e di invertire il procedimento, deducendo per prima il fatto che le trasformazioni dell'amico hanno luogo in uno stato di rabbia o forte timore, e che Hulk è il risultato delle emozioni primarie di David.
È particolarmente vicina alla definitiva soluzione al problema quando Jack McGee, un reporter intraprendente e inopportuno, irrompe nel laboratorio alla ricerca dello scoop della sua carriera, finendo con il dare inavvertitamente fuoco all'edificio. La scienziata rimane ferita e ustionata, e dopo pochi istanti di agonia muore tra le braccia del mostruoso Hulk, che ha invano tentato di trarla in salvo. Hulk urla in preda all'angoscia. Il pensiero della sua morte spronerà il disperato David, decisamente pentito al pensiero di non averle dato ascolto quand'era ancora in tempo, a trovare una cura per sopprimere Hulk una volta per tutte.

### Jack McGee
Jack McGee (interpretato da Jack Colvin) è un famoso reporter del National Register, uno strano giornale dalla dubbia fama che si occupa di avvistamenti ufologici, omicidi, scandali a luci rosse, e gossip. Nel corso degli anni si costruisce la fama di giornalista cinico e particolarmente ostinato, alla perenne ricerca dello scoop della sua carriera.
Un giorno avvicina il dottor Banner e nel momento in cui gli propone un'intervista circa i suoi segreti, lo scienziato lo apostrofa senza mezze misure. In seguito alla trasformazione di Banner, i pochi testimoni che avvistano l'essere ne forniscono una descrizione a McGee, che lo chiama Hulk. Il giornalista sospetta fin dal primo giorno che dietro all'esistenza del mostro ci sia lo zampino di David, e tenta di persuaderlo.
Dopo essersi sentito rispondere nuovamente in modo negativo, si introduce di nascosto nel laboratorio, e tenta di raccogliere prove circa una serie di presunti esperimenti pericolosi che minaccerebbero la sicurezza della società, ma viene scoperto da David, che lo allontana contenendo a fatica la propria ira fatale. Tutto precipita nel giro di un istante, quando un liquido esplosivo inavvertitamente fatto cadere dal giornalista investigativo fa saltare il laboratorio, causando la metamorfosi di David in Hulk e la morte della dottoressa Elaina Marks, la collaboratrice dello scienziato. McGee vede il mostro di persona, ma non sospetta minimamente che lui e David siano la stessa persona, anzi ritiene che abbia causato lui l'incidente provocando la morte dello scienziato e della rispettiva collega.
Fornita una descrizione di Hulk ai vari distretti di polizia, il reporter lo insegue molto tenacemente per tutto il paese, dandosi da fare per scoprire la verità fino in fondo, e ricorrendo a ogni mezzo per porre fine alla sua vita. Tuttavia, per un beffardo gioco del destino, ogni volta che il mostro verde viene visto qua e là per gli Stati Uniti, McGee fa puntualmente la sua visita senza però mai riuscire ad acciuffare l'uomo sconosciuto che si trasforma, finendo piuttosto con l'essere etichettato e deriso come l'architetto di una ridicola montatura con cui incantare i facili lettori di un giornale dalla dubbia reputazione.
- Il personaggio di Jack McGee, che sostituisce il personaggio del Generale Thaddeus "Thunderbolt" Ross, fu creato appositamente per questa serie televisiva, registrando indici di gradimento notevolmente alti tra i fan.
- Nel film del 2008 L'incredibile Hulk di Louis Leterrier il ragazzo reporter che filma lo scontro tra Hulk e l'esercito si chiama come lui, Jack McGee.

## Episodi
Precedentemente alla messa in onda della serie televisiva, furono realizzati, nel 1977, due film per la televisione: L'incredibile Hulk (The Incredible Hulk (series pilot), 4 novembre 1977 - Durata 92 min). Il secondo film Il ritorno dell'incredibile Hulk (Death in the Family - in origine The Return of The Incredible Hulk - 27 novembre 1977 - Durata 91 min) non è stato doppiato ed è stato trasmesso in Italia nel 2012 in lingua originale con sottotitoli in italiano sul canale tematico Fox Retro.
Alcuni mesi più tardi alla messa in onda dei film del 1977 fece seguito la serie TV, raggiungendo le cinque stagioni complessive, composte da 81 episodi in totale.
| Stagione         | Episodi | Prima TV originale | Prima TV Italia |
| ---------------- | ------- | ------------------ | --------------- |
| Prima stagione   | 12      | 1977-1978          |                 |
| Seconda stagione | 23      | 1978-1979          |                 |
| Terza stagione   | 23      | 1979-1980          |                 |
| Quarta stagione  | 18      | 1980-1981          |                 |
| Quinta stagione  | 7       | 1981-1982          |                 |

## Film per la televisione e conclusione
Alla serie televisiva sono seguiti tre film per la televisione:
- La rivincita dell'incredibile Hulk (The Incredible Hulk Returns, 1988), in cui il mostro verde combatte al fianco di Thor, l'incarnazione Marvel del leggendario Dio del Tuono; il film è stato presentato su Italia 1 negli anni '90 con un diverso doppiaggio e un diverso titolo: Thor e Hulk - Gli invincibili.
- Processo all'incredibile Hulk (The Trial of the Incredible Hulk, 1989), in cui lo scienziato incontra il supereroe Daredevil; il film è edito in home video con il titolo L'incredibile Hulk.
- La morte dell'incredibile Hulk (The Death of the Incredible Hulk, 1990) che chiude le vicende della serie.

Era prevista la produzione di un quarto film di Hulk, Revenge of the Incredible Hulk, in cui Hulk sarebbe resuscitato dalla morte, questa volta però mantenendo l'intelligenza e parte della personalità di David Banner. Nel film sarebbero apparsi i personaggi di She-Hulk e Iron Man, dei quali sarebbe stata per ciascuno successivamente prodotta una seria televisiva, ma Bill Bixby morì nel 1993 di cancro alla prostata, e il progetto naufragò.

## Premi
1979 - Primetime Emmy Awards
- Vinto - Migliore attrice in una serie drammatica a Mariette Hartley (per il ruolo di "Caroline Fields" in "Sposato")

1981 - Troféu Imprensa
- Vinto - Miglior serie TV

1982 - Primetime Emmy Awards
- Nomination - Miglior registrazione di una musica composta per una serie TV a Joseph Harnell (per l'episodio "Triangle")

2003 - TV Land Award
- Nomination - Miglior supereroe minaccioso a Lou Ferrigno (per il ruolo di Hulk)

2004 - TV Land Award
- Nomination - Miglior supereroe minaccioso a Lou Ferrigno (per il ruolo di Hulk)

2008 - TV Land Award
- Vinto - Miglior personaggio "Davvero non vuoi arrabbiarti" a Bill Bixby (per il ruolo di David Bruce Banner)

2009 - Saturn Award
- Nomination - Miglior edizione DVD/Blu-ray di una serie TV passata